# Suezichthys

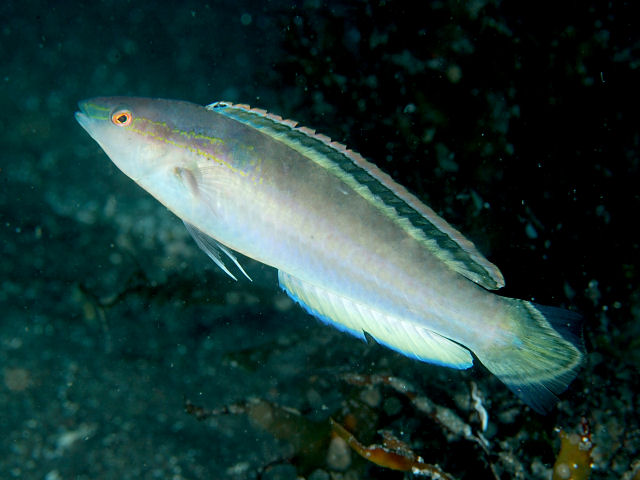
S. gracilis

Suezichthys Smith, 1958 è un genere di pesci di acqua salata appartenenti alla famiglia Labridae.

## Distribuzione
Provengono dall'oceano Pacifico e soprattutto dall'oceano Indiano. Alcuni vivono nelle barriere coralline, altri sono invece demersali.

## Descrizione
Presentano un corpo abbastanza allungato, compresso lateralmente e non molto alto. La livrea è variabile tra le specie, come le dimensioni, che variano dai 4 cm di S. ornatus ai 16 di S. gracilis.

## Tassonomia
In questo genere sono riconosciute 12 specie:
- Suezichthys arquatus
- Suezichthys aylingi
- Suezichthys bifurcatus
- Suezichthys caudavittatus
- Suezichthys cyanolaemus
- Suezichthys devisi
- Suezichthys gracilis
- Suezichthys notatus
- Suezichthys ornatus
- Suezichthys rosenblatti
- Suezichthys russelli
- Suezichthys soelae

## Conservazione
A parte S. rosenblatti, non valutata, S. bifurcatus e S. russelli, segnalate come "dati insufficienti" (DD), tutte le specie di questo genere sono classificate come "a rischio minimo" (LC) dalla lista rossa IUCN.